# Врата в преисподнюю
«Врата в преисподнюю» (итал. Le porte dell'inferno) — низкобюджетный итальянский фильм ужасов, снятый в 1989 году Умберто Ленци. В титрах указывается, что картина создана при участии Лучо Фульчи. Однако в 1988—89 годах Лучо Фульчи, не участвуя в съёмках фильмов, разрешал упоминать своё имя в слоганах типа Лучо Фульчи представляет…, давая тем самым возможность фильмам других создателей поиметь некоторый коммерческий успех. Сам же Фульчи никаких доходов от этих акций не получал.

## Сюжет
Группа спелеологов проводит эксперимент по продолжительности пребывания человека под землёй. Рекорд уже установлен и исследователя Маурицио должны поднять наверно, однако в этот момент его начинают мучить страшные видения: плачущие кровью иконы, змеи, причащение чёрной облаткой. В этот момент контакт с испытуемым прерывается, так что учёные срочно спускаются вниз. Тем временем двое археологов Лаура и Тео проводят обследование руин старого монастыря. Девушка помимо прочего хочет исследовать подземелья. Затем происходит встреча археологов со спелеологами, в ходе которой Лауре удаётся убедить руководителя эксперимента доктора Джонса взять их с собой. Помимо прочего она рассказывает, что близлежащее аббатство, именуемое «проклятым», было сожжено в 1289 году.
Под землёй Лаура обнаруживает проход в склеп аббатства. Помимо захоронений там находится каменная доска с латинской надписью, которая гласит, что здесь были заживо погребены семь монахов-еретиков. Однако они воскреснут через семь веков, чтобы убить семерых представителей еретического племени. Девушка успевает записать свой перевод на магнитофон, однако после этого некая рука топором прорубает ей череп.
Доктор Джонс и его помощница Эрна находят Маурицио, который попал под обвал. У него сломана нога, так что он не может идти самостоятельно. Испытуемый говорит о видении семи монахов. Доктор по рации сообщает Тео о необходимости принести санитарную сумку. Однако по пути туда на археолога падает светильник с семью копьями.
Двое спелеологов Манфред и Пол находят тело Лауры и магнитофон с записью. Они сообщают о своей находки другим учёным, которых охватывает ужас. Они размышляют о значении фразы о еретиках. Выясняется, что Манфред и Эрна — протестанты, доктор Джонс и Маурицио — иудеи, Пол — атеист, а Лаура и Тео были свидетелями Иеговы. Теперь все обречены.
После очередного обвала Манфреда находят в гробу, проткнутого семью стилетами. Маурицио становится жертвой огромных пауков. Полу удаётся наладить радиопередатчик, и к оставшимся в пещере спускается группа спасателей. Однако рабочие на самом деле оказываются теми самыми монахами. Они убивают сперва Джонса, потом Пола и в самом конце Эрну…
Эрна просыпается в своём вагончике от своего крика. Ей приснился страшный сон. Идёт 78-й день эксперимента, и Маурицио сегодня должны поднять наверх. Внезапно контакт с испытуемым прерывается…

## В ролях
- Барбара Куписти — Эрна
- Андреа Дамиани — Лаура
- Пьетро Дженуарди — Пол
- Джакомо Росси-Стюарт — доктор Джонс
- Гаэтано Руссо — Маурицио
- Марио Луцци — Тео
- Пауль Мюллер — монах